# Monarcha Południowej Afryki
Monarcha Południowej Afryki - głowa Związku Południowej Afryki od jej powołania 31 maja 1910 r. do 31 maja 1961 r., kiedy w referendum zadecydowano o powstaniu Republiki Południowej Afryki. Królem lub królową Unii Południowej Afryki był monarcha brytyjski zastępowany przez gubernatora generalnego.
Do 1927 r. władcy Unii tytułowali się "królami w Południowej Afryce". Od 1927 r. na podstawie Royal and Parliamentary Titles Act tytuł brzmiał "król Południowej Afryki".
Ostatnim monarchą, który odwiedził Unię był Jerzy VI w 1947 r. Królowa Elżbieta II odwiedziła Południową Afrykę w 1995 r.
Monarchowie Południowej Afryki
- 1910–1936 : Jerzy V Windsor
- 1936–1936 : Edward VIII Windsor
- 1936–1952 : Jerzy VI Windsor
- 1952–1961 : Elżbieta II